# Zelleromyces dendriticus
Zelleromyces dendriticus är en svampart som beskrevs av T. Lebel 2002. Zelleromyces dendriticus ingår i släktet Zelleromyces och familjen kremlor och riskor.   Inga underarter finns listade i Catalogue of Life.